# Nie proszę o więcej
Nie proszę o więcej – drugi singel promocyjny z płyty Perła Edyty Górniak wydany w 2002.
Piosenkę początkowo nagrała Anita Lipnicka, jednak dwa lata później wokalistka przekazała utwór Edycie Górniak.

## Lista utworów
1. Nie proszę o więcej (4:04)

## Twórcy
- muzyka: Edyta Bartosiewicz
- słowa: Edyta Bartosiewicz
- produkcja: Edyta Górniak
- mix: Tom Elmhurst
- reżyser dźwięku: Tadeusz Mieczkowski
- asystent: Agnieszka Szeluk-Suen
- programowanie i instrumenty klawiszowe: Adam Sztaba
- gitary: Michał Grymuza
- bas: Piotr Żaczek
- perkusja: Michał Dąbrówka
- chórki: Edyta Górniak
- kwartet smyczkowy: Prima Vista
- aranżacja kwartetu smyczkowego: Adam Sztaba

## Teledysk
Do utworu "Nie proszę o więcej" został nagrany wideoklip w reżyserii Bartka Jastrzębskiego. Autorem zdjęć jest Artur Szyman, zaś za montaż odpowiedzialny był Rafał Bileski. Klip zrealizowano w 18 godzin zdjęciowych w warszawskim Focusie.